# 八戸市立島守小学校
八戸市立島守小学校（はちのへしりつ しまもりしょうがっこう）は、青森県八戸市南郷大字島守にある公立小学校。

## 概要
- 本校は、旧南郷村南東部を学区とする。主な進学先は、島守中学校。

## 沿革
- 1873年（明治6年）11月19日 - 四番畑小学・五番門前小学として開校。当時は下等小学科だった。
- 1878年（明治11年） - 島守小学校と改称。砂篭河原に移転。
- 1881年（明治14年） - 中谷地・相野両分校設置。
- 1896年（明治19年） - 島守簡易小学校と改称。中谷地・相野両分校廃止。
- 1892年（明治25年） - 島守尋常小学校と改称。
- 1898年（明治31年）
  - 4月 - 島守高等尋常小学校に改称。
  - 日付不明 - 字砂籠に新校舎移転。番屋に分教場設置。
- 1903年（明治36年）2月2日 - 世増に分教室設置。
- 1908年（明治41年）8月 - 頃巻沢・不習・七枚田に分教室設置。
- 1909年（明治42年）10月 - 校舎全焼。
- 1911年（明治44年）10月20日 - 島守字小平16番地に新校舎落成。
- 1916年（大正5年）10月23日 - 校歌制定。
- 1922年（大正11年）6月11日 - 番屋分教室廃止、階上島守組合立田代尋常小学校設置。
- 1923年（大正12年）11月 - 創立50周年記念式挙行。
- 1925年（大正14年）11月 - 頃巻沢・不習・七枚田の分教室が分教場と改称。
- 1933年（昭和8年）8月25日 - 新校舎竣工。不習・頃巻沢両分教室を廃止。
- 1934年（昭和9年）
  - 1月 - 増田分教場に世増・七枚田の分教場を移し、二学級に編制。
  - 3月24日 - 七枚田・世増の両季節分教場を統合し、増田分教場設置。
- 1941年（昭和16年）4月1日 - 国民学校令により、島守国民学校に改称。
- 1946年（昭和21年）1月30日 - 頃巻沢・不習の両季節分校設置。
- 1947年（昭和22年）4月1日 - 新学制（六・三制）施行により、島守村立島守小学校に改称。同日から島守中学校を併置し、高等科生を中学校に移籍。頃巻沢・不習の両季節分校を通年制に移行。
- 1951年（昭和26年）10月 - 増田分教場が分離・独立し、増田小学校開校。
- 1957年（昭和32年）
  - 3月31日 - 島守村と中沢村が合併した南郷村誕生により、南郷村立島守小学校に改称。
  - 4月1日 - 頃巻沢分校が独立・昇格し、頃巻沢小学校開校。
- 1958年（昭和33年）9月 - 創立85周年記念式典挙行。
- 1963年（昭和38年）
  - 9月 - 校舎と講堂を改修。創立90周年記念式典挙行。
  - 11月 - 校旗制定。
- 1967年（昭和42年）
  - 12月2日 - 火災により、校舎が半焼。焼け残った校舎も解体。
  - 12月4日 - 島守中学校校舎を借用し、授業再開。その後、講堂と、たばこ収納所に仮教室を設置し、移転。
- 1969年（昭和44年）2月 - 校舎新築落成式挙行。
- 1971年（昭和46年）1月 - 完全給食開始。
- 1973年（昭和48年）11月 - 創立100周年記念式典挙行。
- 1975年（昭和50年）4月1日 - 頃巻沢小学校を統合。特殊学級設置。
- 1976年（昭和51年）11月 - 体育館新築落成。
- 1984年（昭和59年）9月 - 新音楽室完成。
- 1988年（昭和63年）4月1日 - 緑小学校を併合。
- 1993年（平成5年）7月 - 新校舎建設起工式。
- 1994年（平成6年）
  - 4月 - 新校舎への移転作業開始。
  - 10月 - 校舎増築並びに創立120周年記念式典挙行。
- 1998年（平成10年）8月 - 体育館床全面改装。
- 2005年（平成17年）3月31日 - 南郷村が八戸市に合併されたことにより、八戸市立島守小学校に改称。
- 2017年（平成29年）4月1日 - 階上町組合立田代小学校を統合。

## アクセス
- 南部バス（岩手県北自動車南部支社）「島守十文字」バス停から、徒歩約210m・約4分。
- 南部バス（岩手県北自動車南部支社）「島守郵便局前」バス停下車後、徒歩約300m・約6分。
- 八戸市立島守中学校から、徒歩約1km・約18分（直線距離だと近いが、道路の関係で遠回りとなる）。
- 八戸自動車道八戸ICから、車で約4.8km・約10分。
- 八戸市役所南郷事務所（旧:南郷村役場）から、車で約5.8km・約12分。

## 周辺
- 青森県道42号名川階上線
- 八戸市立島守中学校
- 島守郵便局

## 参考資料
- 『青森県教育史 別巻』（青森県教育委員会・1973年12月20日発行）861頁「学校沿革 小学校 島守小学校」